# (9618) Johncleese
(9618) Johncleese ist ein Asteroid des Hauptgürtels, der am 17. März 1993 im Zuge der Uppsala-ESO Survey of Asteroids and Comets am La-Silla-Observatorium (IAU-Code 809) der Europäischen Südsternwarte in Chile entdeckt wurde.
Der Asteroid wurde am 20. März 2000 nach dem britischen Komiker, Schauspieler, Drehbuchautor und Synchronsprecher John Cleese (* 1939) benannt, der als Mitglied der britischen Komikergruppe Monty Python berühmt wurde und mit der Fernsehserie Fawlty Towers und dem Film Ein Fisch namens Wanda erfolgreich war.